# Manchester City Football Club 1896-1897
Questa pagina raccoglie i dati riguardanti il Manchester City Football Club nelle competizioni ufficiali della stagione 1896-1897.

## Maglie
| Casa |

## Rosa
| N. |                           | Ruolo | Calciatore        |
| -- | ------------------------- | ----- | ----------------- |
|    | Inghilterra (bandiera)    | P     | Charlie Williams  |
|    | Inghilterra (bandiera)    | D     | Dick Ray          |
|    | Scozia (bandiera)         | C     | James McBride     |
|    | Canada (bandiera)         | A     | Walter Bowman     |
|    | Inghilterra (bandiera)    | A     | Pat Finnerhan     |
|    | Inghilterra (bandiera)    | A     | Billie Gillespie  |
|    | Inghilterra (bandiera)    | A     | Frank Hesham      |
|    | Galles (bandiera)         | A     | Billy Meredith    |
|    | Inghilterra (bandiera)    | A     | William Townley   |
|    | Inghilterra (bandiera)    | A     | Fred Williams     |
|    | non conosciuta (bandiera) |       | Charlie Bannister |
|    | non conosciuta (bandiera) |       | John Ditchfield   |
|    | non conosciuta (bandiera) |       | H. Foster         |
|    | Inghilterra (bandiera)    |       | John Gunn         |
|    | non conosciuta (bandiera) |       | James Harper      |

| N. |                           | Ruolo | Calciatore        |  |
| -- | ------------------------- | ----- | ----------------- |  |
|    | non conosciuta (bandiera) |       | Robert Hill       |  |
|    | non conosciuta (bandiera) |       | Billy Holmes      |  |
|    | Galles (bandiera)         |       | Billy Lewis       |  |
|    | non conosciuta (bandiera) |       | Alex McConnell    |  |
|    | non conosciuta (bandiera) |       | George Mann       |  |
|    | non conosciuta (bandiera) |       | Miller            |  |
|    | non conosciuta (bandiera) |       | Bobby Moffatt     |  |
|    | non conosciuta (bandiera) |       | J. Moffatt        |  |
|    | non conosciuta (bandiera) |       | William Patterson |  |
|    | non conosciuta (bandiera) |       | J. Platt          |  |
|    | non conosciuta (bandiera) |       | Thomas Read       |  |
|    | non conosciuta (bandiera) |       | J. Robertson      |  |
|    | non conosciuta (bandiera) |       | James Sharples    |  |
|    | non conosciuta (bandiera) |       | David Tait        |  |
|    | non conosciuta (bandiera) |       | Tonge             |  |

## Statistiche

### Statistiche di squadra
| Competizione    | Punti | In casa | In casa | In casa | In casa | In casa | In casa | In trasferta | In trasferta | In trasferta | In trasferta | In trasferta | In trasferta | Totale | Totale | Totale | Totale | Totale | Totale | DR |
| Competizione    | Punti | G       | V       | N       | P       | Gf      | Gs      | G            | V            | N            | P            | Gf           | Gs           | G      | V      | N      | P      | Gf     | Gs     | DR |
| --------------- | ----- | ------- | ------- | ------- | ------- | ------- | ------- | ------------ | ------------ | ------------ | ------------ | ------------ | ------------ | ------ | ------ | ------ | ------ | ------ | ------ | -- |
| Second Division | 32    | 15      | 5       | 5       | 5       | 25      | 27      | 15           | 7            | 3            | 5            | 33           | 23           | 30     | 12     | 8      | 10     | 58     | 50     | +8 |
| FA Cup          | -     |         |         |         |         |         |         | 1            | 0            | 0            | 1            | 0            | 6            | 1      | 0      | 0      | 1      | 0      | 6      | -6 |
| Totale          | -     | 15      | 5       | 5       | 5       | 25      | 27      | 16           | 7            | 3            | 6            | 33           | 29           | 31     | 12     | 8      | 11     | 58     | 56     | +2 |